# جبهة النصرة
جبهة النصرة أو جبهة نصرة أهل الشام أو جبهة فتح الشام وتوصف أيضًا بالقاعدة في سوريا أو تنظيم قاعدة الجهاد في بلاد الشام والتي أصبحت فيما بعد هيئة تحرير الشام، كانت منظمة تنتمي لفكر السلفية الجهادية تصنف من قبل الولايات المتحدة کمنظمة إرهابية، وتم تشكيلها أواخر سنة 2011 خلال الحرب الأهلية السورية وسرعان ما نمت قدراتها لتصبح في غضون أشهر من أبرز قوى المعارضة المسلحة للدولة السورية لخبرة رجالها وتمرسهم على القتال. تبنت المنظمة عدة هجمات انتحارية في حلب ودمشق. وقد كانت ذراع لتنظيم القاعدة في سوريا، وقد ربطتها تقارير استخبارية أمريكية بتنظيم القاعدة في العراق. دعت الجبهة في بيانها الأول الذي أصدرته في 24 يناير/كانون الثاني 2012 السوريين للجهاد وحمل السلاح في وجه الحكومة السورية.

## التاريخ

### الأصل
عند اندلاع الحرب الأهلية السورية عام 2011؛ أذنَ زعيم دولة العراق الإسلامية أبو بكر البغدادي وَقائد القيادة المركزيّة في تنظيم القاعدة السوري أبو محمد الجولاني بإعداد جبهة أو مجموعة مُقربة من القاعدة في آب/أغسطس 2011 لإسقاط حكومة الأسد وإقامة دولة إسلامية هناك. عبرَ الجولاني وستة من زملائه الحدود من العراق صوبَ سوريا ثمّ التقى السبعة بالإسلاميين المُفرج عنهم من سجنِ صيدنايا العسكري في أيار/مايو–حزيران/ يونيو 2011. كان هؤلاء الإسلاميون نشطون بالفعل في القتال ضد قوات الأسد وهوَ ما سهّل مهمة الجولاني ورفقائه المُتمثلة بالأساس في كسبهم لجبهتهِ. الرجال الستة الذين أسسوا جبهة النصرة إلى جانب الجولاني هم صالح الحموي (سوري)، أبو ماريا القحطاني (عِراقي)، مصطفى عبد اللطيف بن صالح ويُكنّى بأبو أنس (أردني/فلسطيني)، إياد تبيسي ويُكنّى بأبو جليبيب (أردني/فلسطيني)، أبو عمر الفلسطيني (فلسطيني) ثمّ أنس حسن خطاب (سوري).
عقدَ الفريق عددًا من الاجتماعات بين ديسمبر 2011 ويناير 2012 في ريف دمشق وحمص وهناك ثمّ الاتفاق على هدف الجبهة والدورُ الذي ستلعبهُ في سوريا. أعلنَ الجولاني رسميًا تأسيس الجماعة واختارَ جبهة النُصرة اسمًا لهذا وذلك اختصارًا لعبارة دعم الجبهة من أجل أهل الشام في 23 كانون الثاني/يناير 2012.
تمكنت أجهزة مخابرات بعض الدول من رصدِ تحركات الجبهة في الدولة السوريّة التي كان العنف يتصاعدُ فيها شيئًا فشيئًا. في هذا الصدد ذكر نائب وزير الداخلية العِراقي في مطلع شباط/فبراير 2012 أن الإسلاميين كانوا ينقلون الأسلحة من سوريا باتجاه العراق. أمّا مؤسسة كويليام فقد ذكرت أن العديد من أعضاء جبهة النصرة كانوا جزءًا من تلك الشبكة التي شكلها أبو مصعب الزرقاوي للقتال ضد الأمريكان خلال غزوهم للعراق عام 2003 وهذا ما أكدهُ أيضًا وزير الخارجية العراقي هوشيار زيباري في عام 2012. خلال تقريرٍ لها؛ ذكرت صحيفة ديلي تلغراف البريطانيّة في ديسمبر/كانون الأول 2012 أن العديد من مُقاتلي جبهة النصرة هم أجانب متمرسين على القتال بسبب مشاركتهم في عددٍ من الصراعات والنزعات والحروب في العراق وأفغانستان وغيرهما.

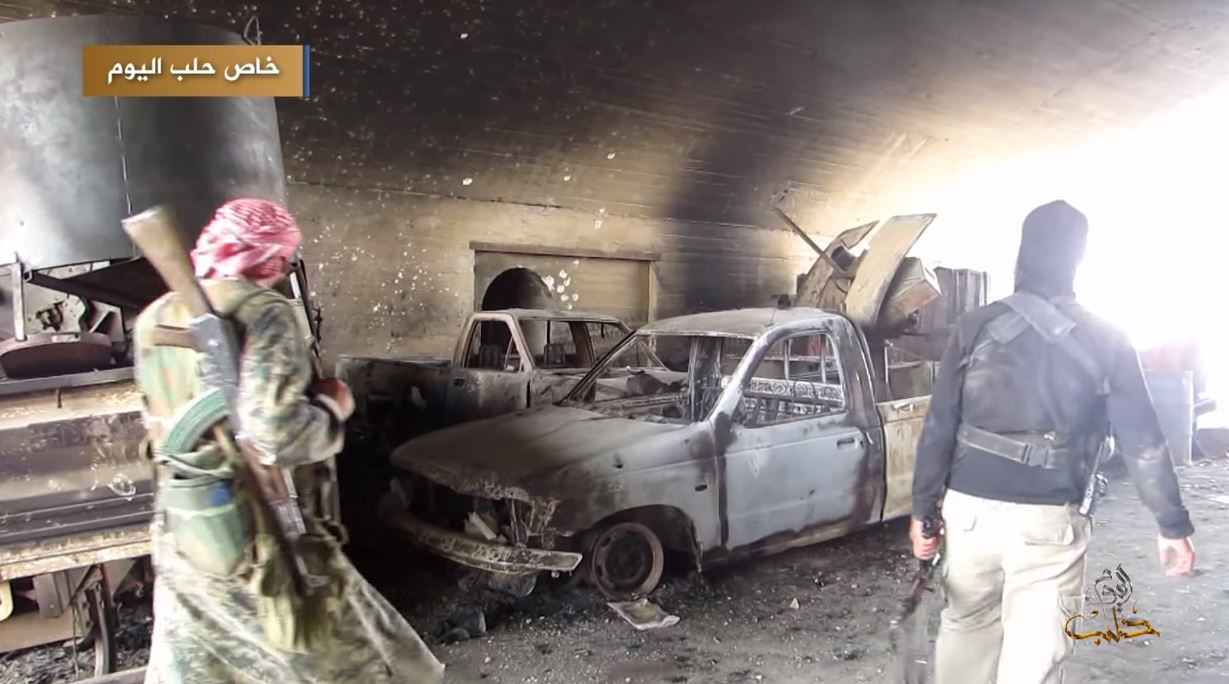
مقاتلي جبهة النصرة في حصار قاعدة أبو الظهور الجوية العسكرية.

### تنامي القوة (2012)
بحلول النصف الثاني من عام 2012؛ زادت قوّة جبهة النصرة بفضلِ ضمّها للعديد منَ الجماعات المسلحة الناشئة في سوريا وتوفرها على قوة قتالية فعالة ومُنضبطة. رفضت النصرة في تشرين الأول/أكتوبر 2012 اتفاقًا لوقفِ إطلاق النٌار لمدة أربعة أيام في سوريا خلال عيد الأضحى وهذَا ما زادَ تقوية صورتها في الداخل السوري.
في تشرين الثاني/نوفمبر 2012؛ وحسب تقرير مطوّل أعدتهُ صحيفة هافينغتون بوست الأمريكيّة فإنّ جبهة النصرة باتت لاعبًا قويًا في المنطقة خاصّة بعدما حصلت على مقاتلين أكثر خبرة من صفوف الثوار السوريين.
وفقًا لمتحدث باسم الجيش السوري الحر؛ فإنّ عدد مُقاتلي الجبهة قد بلغَ في تشرين الثاني/نوفمبر 2012 ما بينَ 6000 حتّى 10000 مقاتل وهو ما يمثل 7-9% من مجموع مقاتلي الجيش الحر. في ذات السياق وغير بعيدٍ عن ذلك؛ وصفَ المعلق ديفيد إغناتيوس لـواشنطن بوست جبهة النصرة بأنّها المجموعة الأكثر عدوانية في سوريا. أمّا وزارة الخارجية الأمريكية فقد نشرت بيانًا ذكرت فيه: «من خلالِ التقارير التي نحصل عليها؛ فإنّ معظم المصابين والقتلى على يدِ جبهة النصرة هم من الجيش السوري الحر بسبب شجاعتهم ووقوفهم دائما في الخط الأمامي.» بحلول العاشر من كانون الأول/ديسمبر 2012؛ صنّفت الولايات المتحدة الأمريكية جبهة النصرة كمنظمة إرهابية واتهمتها بكونها امتدادًا لتنظيم القاعدة في العراق ثم سرعانَ ما صدر قرارٌ يحظر على الأمريكيين التعامل ماليًا مع النصرة. ليسَ هذا فقط بل إنّ السفير الأمريكي إلى سوريا ر. فورد قد حذر من هذه الجماعة حيثُ قال: «الجماعات المتطرفة مثل جبهة النصرة هي مشكلة تقفُ عائقًا أمام إيجاد حل سياسي في سوريا.»

### العلاقات مع المعارضة السورية (2012)

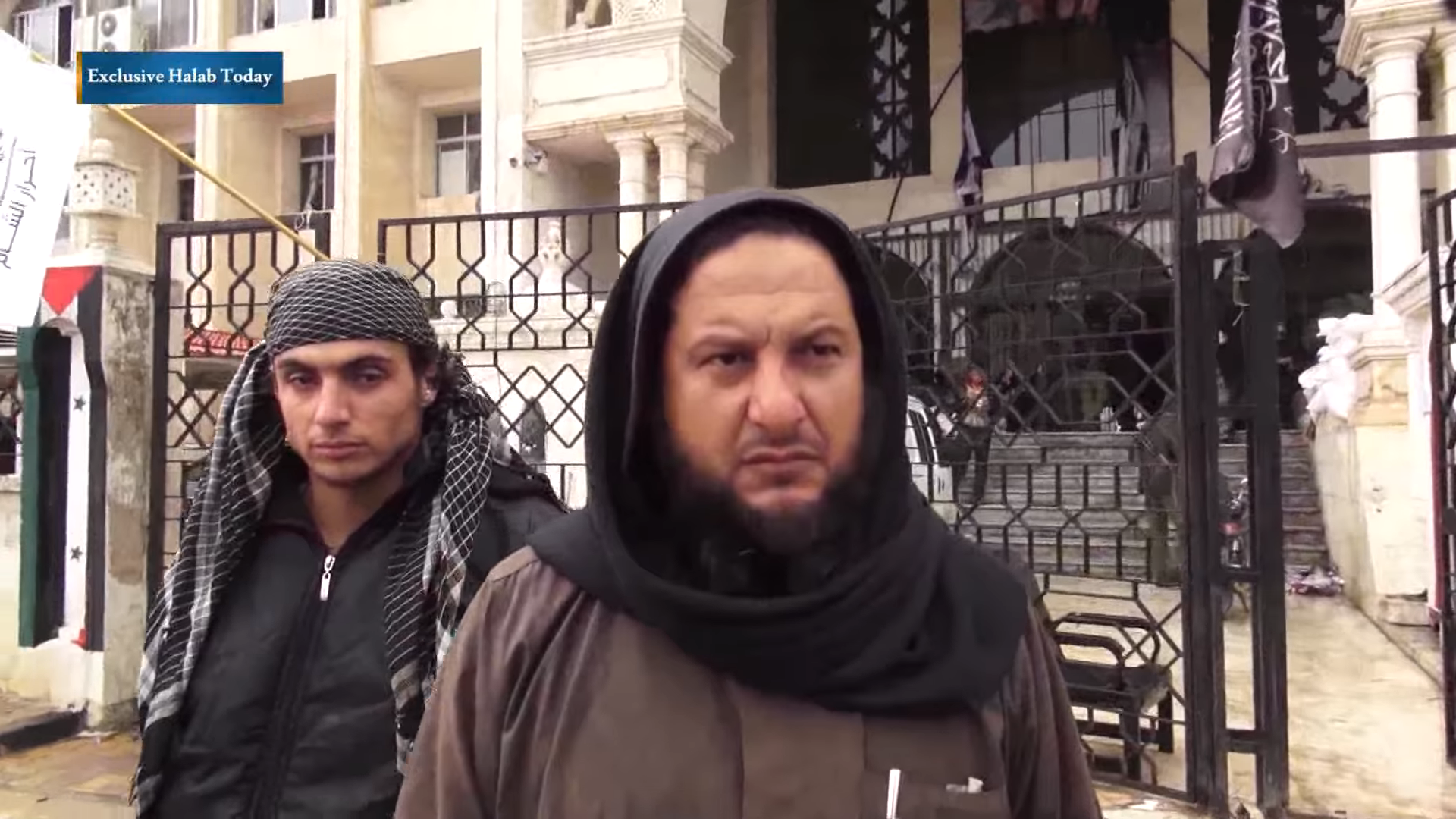
قائد ميداني في جبهة النصرة خارج مبنى تشترك في السيطره عليه النصرة وأحرار الشام في إدلب، 30 مارس 2015.

في آب/أغسطس من عام 2012؛ انتشرت بعضُ الشائعات التي تُفيد بأنّ مقاتلي جبهة النصرة يتعاونون مع الثوار السوريين في حربهم ضدّ النظام الأسدي بل أفادت بعضُ المواقع والصحف على أنّ النصرة تُشارِكُ في العمليات العسكرية معَ الجيش السوري الحر. تأكيدًا لقوّة النصرة وما تتوفرُ عليه من إمكانيات ماديّة وبشريّة ذكر أبو حيدر السوري منسق الثورة والمعارضة في مدينة حلب أنّ «مُقاتِلي جبهة النصرة ذوي خبرة عالية! إنهم مثلَ قوات النخبة في الكوماندوز.» لكنه لم يُشر إلى أيّ تعاون محتمل بينَ الطرفين.
ما بينَ تشرين الأول/أكتوبر–كانون الأول/ديسمبر 2012؛ تلقت النصرة كلمات الثناء والتقدير على جهودها في الثورة ضد الأسد من مجموعة صغيرة من الثوار التي لم يُكشف عنها ولم تُعرف هويتها أيضًا. لكنّ بعض المواقع الإخباريّة تناقلت أنّ المسؤول عن كلمات التمجيد هذه في حقّ الجماعة المتطرفة هوَ المتحدث باسم الجيش السوري الحر في منطقة حلب ومجموعة أخرى قوامها لا يتجاوز الـ 29 عسكريًا ومدنيًا، وكذا زعيم الائتلاف الوطني السوري. لكن وفي المُقابل أعربَ اثنين من قادة الجيش الحر –فضّلا عدم الكشف عن اسمهما– عن استياء غالبيّة الثوار من الإسلاميين المتشددين التابعين للنصرة والراغبينَ في تحويل سوريا إلى إمارة إسلاميّة تخدمُ مصالحهم الشخصيّة.

### هجمات النصرة (2012-2013)
أولى العمليّات القويّة التي تبنتها جبهة النصرة كانَ تفجير الميدان في يناير 2012. هذا الهجوم والذي راحَ ضحيتهُ أكثر من 20 شخصًا تبنتهُ الجبهة في 29 شباط/فبراير من خِلال فيديو اطلعت عليهِ وكالة فرانس برس للأنباء. زعمت الجبهة أنّ منفذَ «العملية الفدائية» هوَ أبو البراء الشامي وقد نُشرت لقطات من الدمار الذي تسبب به الانفجار على منتدى الجِهاد التابع للجبهة. حسبَ الفيديو الذي تمّ تناولهُ عبر مواقع التواصل الاجتماعي؛ فإنّ الشامي نفذ العمليّة «ثأرًا لأم عبد الله — من مدينة حمص — والتي انتهكَ مجرمي النظام كرامتها وهددوها بذبح ابنها». يظهرُ في الفيديو كذلك مقتطفات من عمليات تدريب جبهة النصرة فضلا عن خِطاب مقاتل وسطَ الجماهير يدعوهم إلى الصلاة والتمسك بشعائر الإسلام.
أعلنت النصرة تشكيل أحرار الشام في شريط فيديو بُث على موقع يوتيوب في 23 كانون الثاني/يناير 2012. في ذات البيان؛ ادعت المجموعة أنها قد هاجمت مجموعة من المقار الأمنية في محافظة إدلب. وهذا بعضٌ ممّا جاءَ فيه:
| «إلى كل الشعوب الحرة في سورية؛ نعلنُ عن تشكيل تنظيم أحرار الشام ... نعد الله ثم نعدكم أننا سوف نكونُ الدرع واليدَ التي ستصد هجمات هذا الأسد المجرم وجيشهِ كما نتوعدُ بحماية أرواح المدنيين وممتلكاتهم من القوات الأمنية والشبيحة [الميليشيات الموالية للحكومة] ... إما ننتصر أو نموت.» |

عادت النصرة لتضرب بيدٍ من حديد في سوريا من خلال تبنّي تفجيرا دمشق في مارس 2012 بعدَ أقلّ من شهران على الهجوم الأول. لقد طالت عمليّات وهجمات الجبهة بعض الغموض وفي أحيان أخرى بعض التناقض. فبحلول 10 أيار/مايو حصلَ تفجيرٌ كبير وسطَ العاصمة دمشق ولم يُعرف مسؤولية من لكن وبعدَ مرور وقتٍ قصير من تاريخ الهجوم ظهرَ شاب في فيديو يُؤكد فيه أن من أحد مُقاتلي النصرة وأنه المسؤول عنِ الهجوم. بعدَ خمسة أيام فقط؛ ظهر شخص آخر في فيديو جديد يقول فيه إنه المتحدث باسم الجماعة وقد نفى مسؤولية المنظمة عن الهجوم مؤكدًا في الوقتِ ذاته على أنّ الهجمات التي تقومُ بها الجبهة ستُنشر كل المعلومات حولَها في المنتديات الجهادية.
بحلول 29 أيار/مايو 2012؛ اكتُشفت مقبرة جماعية بالقرب من شرق مدينة دير الزور. بعدَ عمليات الحفر والتنقيب؛ عُثرَ على جثة 13 رجلا قد أعدموا بنفس الطريقة من خلال إطلاق النار عليهم من مكان قريب وفي نفس المكان. في الخامس من يونيو؛ أي بعد مرور ستة أيام من تاريخ العثور على المقبرة الجماعيّة؛ أعلنت جبهة النصرة مسؤوليتها عمّا حصل مشيرةً إلى أنها عاقبت الرّجال وحكمت عليهم بالإعدام بعد اعترافهما ببعض الجرائم التي نُسبت إليهم.
تلقت الجبهة في النصف الثاني من العام بعضَ الخسائر بعدما كانت قد فرضت نفسها بقوّة في النصف الأول. ففي 17 يونيو/حزيران 2012؛ قُتلَ وليد أحمد عايش على يدِ السلطات السورية التي تعتقدُ أنّهُ اليد اليمنى لجبهة النصرة. حسبَ سانا –وكالة الأنباء الحكومية في سوريا– فإنّ وليد أحمد كان مسؤولا عن صنع السيارات المفخخة التي استخدمت للهجوم على مباني ومنشآت دمشق في الأشهر السابقة. قتلت السلطات السورية عضوًا بارزًا آخر في الجبهة في 12 آب/أغسطس في عملية سريّة في دمشق.
في 27 حزيران/يونيو 2012؛ هاجمَ مجموعة مجهولة محطة تلفزيونية موالية للحكومة في بلدة دراوشة إلى الجنوب من العاصمة دمشق ودمرت استوديوهات المحطّة من خِلال المتفجرات. قُتل خلال الهجوم سبعة أشخاص بما في ذلك أربعة حراس وثلاث صحفيين. أعلنت جبهة النصرة في وقتٍ لاحق مسؤوليتها عن الهجوم ونشرت صور 11 موظفًا في المحطة اختُطفوا عقب الغارة. قُتلَ الصحفي محمد سعيد وهو مذيع أخبار في التلفزيون الحكومي وتبنّت النصرة في شريط فيديو نٌشر في الثالث من نفس الشهر العمليّة بحسب ما أوردهُ المرصد السوري لحقوق الإنسان.

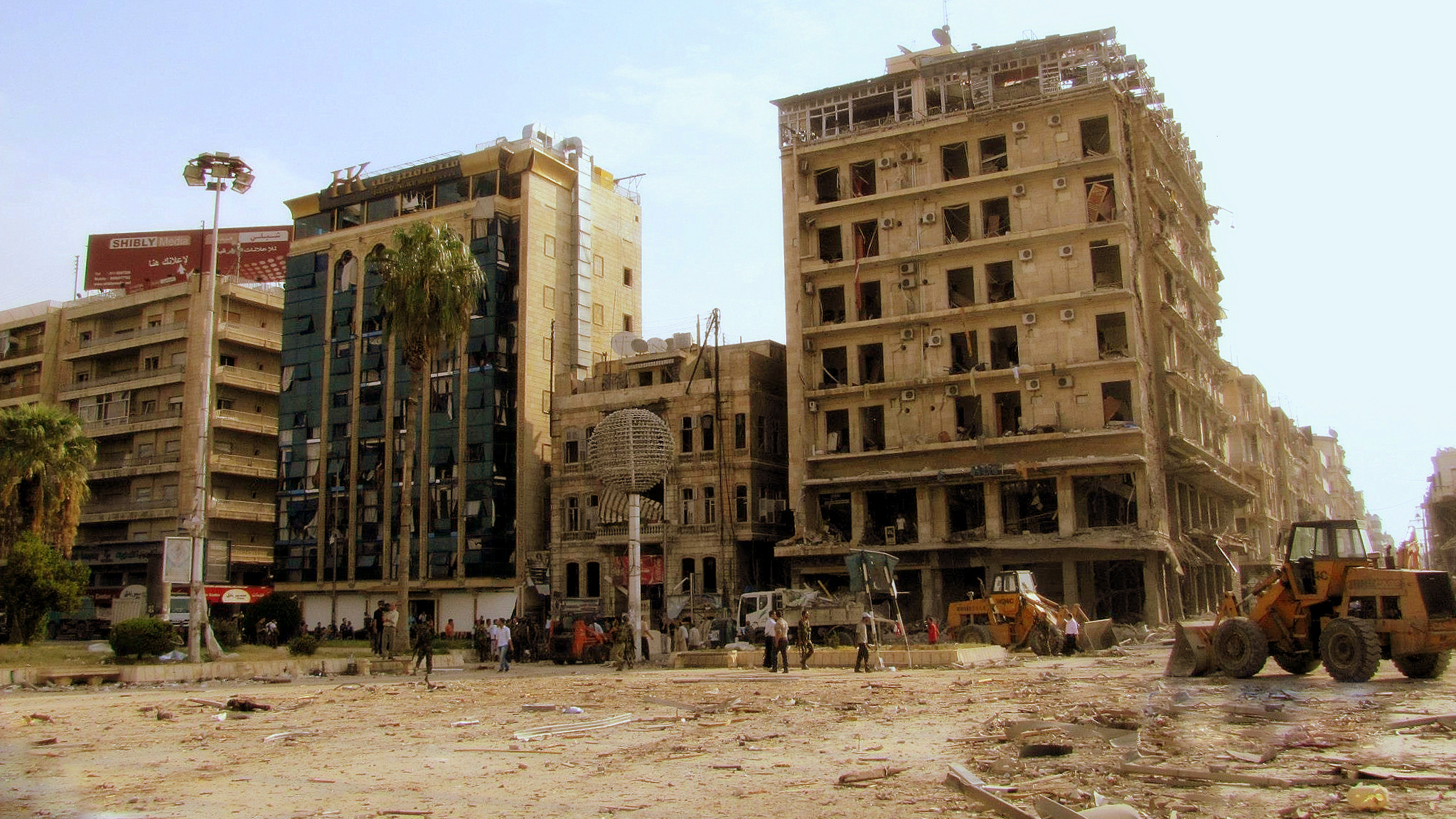
المشهد في ساحة سعد الله الجابري بعد هجمات الثالث من تشرين الأول/أكتوبر 2012

حصلت تفجيرات ضخمة في ساحة سعد الله الجابري بمدينة حلب في الثالث من أكتوبر عام 2012 وسُرعان ما سارعت جبهة النصرة لتبني العمليّة. حسب ما توضح فيما بعد؛ فإنّ انتحاري قد فجّر سيارة مفخخة في الركن الشرقي من وسط ساحة سعد الله الجابري مما أسفر عن مقتل 48 شخصًا، وُجرح أكثر من 122 آخرين.
بشكلٍ عام أعلنت جبهة النصرة مسؤوليتها عن العديدِ من الهجمات في مناطق متفرقة من سوريا. تميّزت هذه الهجمات كونها استهدفت قواعد الجيش السوري بالخصوص بما في ذلك:
- مُهاجمة قاعدة الدفاع الجوي في حيّ حلب يوم 12 أكتوبر/تشرين الأول 2012
- مُهاجمة ثكنة هنانو في مدينة حلب
- مهاجمة ثكنة عسكرية أخرى تابعة للجيش النظامي في الرقة

خلال استهداف قاعدة الدفاع الجوي في حيّ حلب؛ قيلَ –حسب ما تناقلتهُ وسائل الإعلام نقلًا عن بعض الشهود العيان– إن الهجوم قد دمّرَ المباني وخرّب الرادار ومنصّة إطلاق الصواريخ خاصّة أنّ الهجوم كانَ قويًا فعلًا بسبب تعاون النصرة مع جبهة أنصار الدين وجيش المهاجرين والأنصار. أمّا خلال اقتحام ثكنة هنانو؛ فقد قتلت النُصرة 11 جنديًا وواصلت أعمالَها التخريبية لمدة ست ساعات قبل أن تنسحب. أمّا الهجوم الثالث في الرقة فقد أسفرَ عن مقتل 32 جنديا منَ الجيش النظامي.
في تشرين الأول/أكتوبر 2012؛ شاركَ بعضُ الثوار في معركة معرة النعمان، التي أدّت بشكل مباشر أو غيرِ مباشر إلى الهجوم على قاعدة تفتناز الجوية العسكرية في نوفمبر عام 2012 وهيَ قاعدة إستراتيجية للجيش السوري تحتوي على ما يصل إلى 48 طائرة هليكوبتر. تمكّن التنظيم المُتطرف كذلك في ضبطِ ثلاثة نقاط تفتيش للجيش حول سراقب في نهاية تشرين الأول/أكتوبر 2012 مما اضطر الجيش السوري إلى الانسحاب من المنطقة في اليوم التالي. قُتل خلال هذه المعارك المتفرّقة 28 جُنديًا سوريًا مقابلَ خمسة من مقاتلي النصرة. ليس هذا فقط؛ بل أقدمَ التنظيم المتطرف على إعدام بعض الجنود الأسرى دونَ محاكمة. نشرَت الجبهة فيديوهات عدّة لعمليات الإعدام هذه والتي لحقت صفوف الجيش النظامي مما أدى إلى إدانة ما حصل على نطاق واسع بما في ذلك الأمم المتحدة التي أشارت إلى أنّ ما حصل يُمكن اعتبارهُ جرائم حربٍ.
قامَ عضوان من جبهة النصرة بتنفيذ هجمتين انتحاريتين في أوائل تشرين الثاني/نوفمبر 2012. حصلَ الأوّل في سهل الغاب في حماة حيث أودى انفجار سيارة مفخخة بحياة شخصين، في حين وقع الثاني في حي المزة في دمشق ونجمَ عنه مقتل 11 شخصًا. على النقيض من ذلك؛ أشارَ المرصد السوري لحقوق الإنسان (ساهر) إلى أنّ حصيلة القتلى الحقيقية لما حصل في سهل الغاب قد وصلت 50 جنديًا من الجيش النظامي. واصلت الجبهة فرض سيطرتها على بعض مناطق سورية؛ حيث ذكرت قناة الجزيرة في 23 كانون الأول/ديسمبر 2012 أن جبهة النصرة قد أعلنت منطقة حظر الطيران فوق حلب باستخدام صواريخ مضادة للطائرات ويشمل هذا الحظر الرحلات التجارية التي ترى جبهة النصرة أنّها نقل المعدات العسكرية والجنود. في الفيديو الذي حصلت عليه ذات القناة الإخبارية؛ يظهر مقاتلي الجبهة وهم يحذرون المدنيين من الرحلات الجوية التجارية فوقَ المنطقة المعنيّة.
شاركَ مقاتلي النصرة في شباط/فبراير عام 2013 في القتال ضدّ الحكومة حيث منعت التعزيزات الحكوميّة من الوصول إلى وجهتهم فِي مدينة حلب. حسبَ بعض المصادر؛ فقد قام بعض مقاتلي جبهة النصرة بقطع رأس كاهن كاثوليكي سوري يُدعى فرنسوا مراد في إحدى كنائس سوريا في يونيو/حزيران 2013. اعتبارًا من نفس الفترة؛ أعلنت الجبهة مسؤوليتها عن 57 من أصل 70 عملية انتحارية في سوريا خلال الصراع الدائر هناك. في كانون الأول/ديسمبر من نفسِ العام؛ اختطفَ مقاتلي الجبهة 13 راهِبة من الدير المسيحي في معلولا ثم احتجزوهنّ في بلدة يبرود حتى 9 آذار/مارس 2014 وبعد إطلاق سراحهن ذكرت الراهبات أنهنَ لم يتعرضنَ لأي مضايقات وحافظَ التنظيم على رموزهنّ الدينية.

### العلاقة بداعش (2013)
بحلول كانون الثاني/يناير 2013؛ أصبحت جبهة النصرة لاعبًا أكثر من رئيسي في النزاع السوري وزادت قوتها بعدما حصلت على دعم شعبي قوي نوعًا ما. استمرت الجبهة في النمو بقوة خلال الأشهر التالية. في كانون الثاني/يناير 2013؛ قدّر مركز كويليام لمكافحة التطرف عدد أعضاء الجبهة في حدود 5000 مقاتل، مع 2000 من المتدربين وجنود الاحتياط. أمّا في تموز/يوليو 2013؛ قدرت صحيفة إيكونوميست تعداد النصرة في حدودِ 7000 مقاتل. هناكَ تقديرات أخرى أكثر تحفظًا؛ مثلَ تقرير صحيفة حريت في آذار/مارس 2013 التي قالت إن المجموعة قد زادت عضويتها من حوالي 300-400 جِهادي إلى 1000 مقاتل سوري وعِراقي لكنّ هذا العدد سُرعان ما تناقصَ مُجددًا بسبب عودة الكثير من المُقاتلين الأجانب إلى بلدانهم في أعقاب تصنيف الولايات المتحدة جبهة النصرة كمنظمة إرهابية.
في الثامن من نيسان/أبريل 2013؛ نشرَ زعيم دولة العراق الإسلامية أبو بكر البغدادي رسالة صوتية على الإنترنت أعلن فيها أن جبهة النصرة جزءٌ من «دولة الخِلافة»، وأنه تم دمج جبهة النصرة مع دولة العراق الإسلامية في مجموعة واحدة ستحملُ اسمَ الدولة الإسلامية في العراق و الشام تحت قيادته المُباشرة. البغدادي قالَ أيضًا في ذات التسجيل: «أُرسلَ أبو محمد الجولاني من قِبل دولة العراق الإسلامية إلى سوريا للقاء بعض الخلايا الموجودة في البلد وهناك تمّ تأسيس جبهة النصرة لتلعبَ دورًا فاعلًا في الثورة.»
ردّ الجولاني في اليوم التالي على رِسالة البغدادي بالقول إنّ الجبهة ترفضُ الاندماج معَ داعش وتدينُ بالولاء إلى تنظيم القاعدة وزعيمها أيمن الظواهري. ثم واصل: «أحيطكم علمًا بأن أيا من جبهة النصرة ولا مجلس الشورى ولا مديرها العام كانوا على علمٍ بهذا الإعلان. لقد وصلَ لنا عن طريق وسائل الإعلام لا غير ونؤكدُ لكم أنه لم يتم استشارتنا في مضمون ما تناوله البغداي.» بعدَ إعلان البغدادي مُباشرة؛ بدأت الخلافات والانقسامات تخترقُ الجبهة حيث فضّل الكثير منَ المقاتلين الأجانب الانضمام إلى داعش وترك النصرة فيما بقيّ الموالون للجولاني على ما كانوا عليه وفضّل آخرون الانضمام إلى كتائب إسلامية أخرى.
في مايو 2013؛ ذكرت وكالة رويترز أن البغدادي كانَ قد سافر من العراق إلى سوريا وبالتحديد إلى محافظة حلب حيثُ بدأَ هناك تجنيد أعضاء من جبهة النصرة تحتَ لوائه. في وقتٍ ما من شهر مايو 2013؛ تناولت بعضُ المواقع الصحفيّة خبرَ إصابة الجولاني في غارة جوية أجرتها الحكومة السورية لكنّه نجا منها. في حزيران/يونيو من نفسِ العام؛ وحسب ما حصلت عليهِ قناة الجزيرة فإنّ أيمن الظواهري تدخل على الخط من خِلال رسالة مكتوبة موجهة إلى كل من أبو بكر وأبو محمد تطرق فيها لموضوع الاندماج حيثُ رفضَ هذه الفكرة وأفتى بضرورة تعيين مبعوث للإشراف على العلاقات بينهما وإنهاء التوترات. في وقت لاحق من ذاك الشهر؛ نشرَ البغدادي رسالة صوتية أخرى رفض فيها حُكمَ الظواهري وأعلن أن عمليّة اندماج النصرة إلى الدولة الإسلامية في العراق والشام كانت تسير على قدم وساق. هذا التسلسل في الأحداث تسبب في الكثير من الارتباك والانقسام بين أعضاء جبهة النصرة. بحلول تشرين الثاني/نوفمبر 2013؛ أمرَ الظواهري بحلّ داعش وأكدَ مجددًا على ضرورة ولاء جبهة النصرة لفرع تنظيم القاعدة في سوريا وفقط.

### المعارك بين النصرة–داعش (2013-2015)
بدأت بعض الوحدات التابعة لجبهة النصرة المشاركة في مواجهات ضد تنظيم الدولة الإسلامية في العراق والشام في أواخر عام 2013. فشلت القاعدة رسميًا في شباط/فبراير 2014 فِي إنهاء النزاع بين داعش وجبهة النصرة وبدأت هذه الأخيرة في خسارة المعارك شيئًا فشيئًا لصالح تنظيم البغدادي. في نفس الشهر؛ هدّد الجولاني بالذهاب إلى الحرب مع داعش في حالة ما واصلت عمليات اغتيالها لكبار قادة أحرار الشام مثلَ القائد أبو خالد السوري. زادَ الجولاني من ضغطهِ حيثُ أعطى تنظيم داعش خمسة أيام من أجل تقديم أدلة على أن لا علاقة لمقاتليه بما حصل لكل من أبو محمد المقدسي، أبو قتادة الفلسطيني ثمّ سليمان العلوان من محاولات اغتيال مُتكررة وسجن وغيرها. في 16 نيسان/أبريل 2014؛ وفي خطوة غير مسبوقة قتلَ التنظيم الداعشي أحد قياد جبهة النصرة في محافظة إدلب وهوَ القائد أبو محمد الأنصاري جنبا إلى جنب مع عائلته وهذا ما أكدهُ المرصد السوري لحقوق الإنسان هو الآخر. بعد أقل من نصفِ شهر على هذه الحادثة أو الهجوم اندلعَ قتالٌ عنيفٌ بينَ التنظيمين في محافظة دير الزور مما تسبب في سقوطِ المئات من القتلى منَ الجانبين. بعد معارك الكر والفر من هنا ومن هناك؛ تمكّن داعش في تموز/يوليو من طردِ جبهة النصرة منَ المحافظة.
في نفسِ الشهر؛ نشرَ الجولاني تسجيلًا صوتيًا آخر ذكر فيه أنّ جبهة النصرة تُخطط لإقامة إمارة إسلامية في مناطق من سوريا حيث كان لها وجود وسيطرة. هذا التسجيل الذي صدرَ في 12 تموز/يوليو 2014 أكّدت صحتهُ القناة الإعلامية التابعة للجبهة لكنها نفت إعلان تأسيس الإمارة بعد. نشرَ الجولاني مُجددًا تسجيلًا صوتيًا جديدًا في حزيران/يونيو 2015 وهذا بعضٌ مما جاء فيه: «لا يوجد حل بيننا وبينهم [يقصدُ داعش] في الوقت الحالي أو في المستقبل المنظور [...] نأمل أن يتوبوا إلى الله وأن يعودوا إلى رشدهم وفي حالة ما لم يحصل هذا فإنّ الحل بيننَا هو القتال.»

### هجمات النصرة (2014-2015)
في 28 آب/أغسطس 2014؛ خطفَ متشددي الجبهة 45 من قوات الأمم المتحدة لحفظ السلام من فيجي قُرب مرتفعات الجولان. طالب التنظيم الأمم المتحدة بإزالتهِ من قائمة المنظمات الإرهابية في مقابل حياة قوات حِفظ السلام كما هددوا بالعودة لأسلوب السيارات المُفخخة في حالة ما أقدمت المنظمة العالميّة على أي تصرف غير محسوب العواقب. في نفس الوقت؛ عمل التنظيم على محاصرة مجموعتين من قوات الأمم المتحدة لحفظ السلام من الفلبين في مكان قريب من هضبة الجولان أيضًا. في 31 آب/أغسطس؛ أُنقذت المجموعة الأولى والبالغ عدد جنودها 32 فيما فرّت الثانية وقوامها 40 جنديًا. جديرٌ بالذكر هنا أنّ عملية الإنقاذ الأولى قد نُفذت من قبل قوات حفظ السلام الأيرلندية.
في أواخر تشرين الأول/أكتوبر 2014 بدأت جبهة النصرة في مهاجمة عناصر الجيش السوري الحر وباقي الجماعات الإسلامية المُعتدلة بما في ذلك تلكَ التي تحالفت معها في وقتٍ سابق. لم يُعرف سبب الخلافات والاشتباكات لكنّ غالبية التحليلات والاستنتاجات تُشير إلى أنّ النصرة كانت تطمحُ إلى إنشاء دولة إسلامية في المدن التي كان تُسيطر عليها في محافظة إدلب وغيرها من المحافظات المجاورة لكنّ الجيش الحر وباقي الفصائل التابعة له قد رفضت رفضًا قاطعًا هذا المقترح.
في حزيران/يونيو 2015؛ وفي محاولة منهم لمواصلة إراقة الدماء وجلب المزيد منَ الانتباه قام مقاتلي جبهة النصرة بذبح 20 درزيًا في محافظة إدلب الواقعة في شمال غرب سوريا. حسب قناة الجزيرة فإنّ قياد جبهة النصرة قد اعتذروا عمّا حصل وألقوا باللوم في الحادث على عدد قليل من المقاتلين غير المنضبطين. في تشرين الأول/أكتوبر من نفسِ العام؛ اقترحت النصرة عرضًا قيمتهُ ملايين الدولارات لكل من يتمكنُ من مقتل الرئيس السوري بشار الأسد وزعيم حزب الله حسن نصر الله. هذا البيان أكده الجولاني في تسجيل صوتي قال فيه: «سأدفعُ مبلغ ثلاثة ملايين يورو (3.4 مليون دولار) لأي شخص يستطيع أن يقتل بشار الأسد ويُنهي قصته هذه.» واصلت النصرة سلسلة هجماتها حيثُ قامت في كانون الأول/ديسمبر 2015 بقطعِ رأس أحد مقاتلي جيش الثوار. وفي الشهر ذاتهِ؛ احتفلَ مقاتلي النصرة بصفقة تبادل الأسرى معَ الجيش اللبناني في بلدة عرسال في لبنان.

### العلاقات مع المعارضة السورية (2015-16)
بحلول عام 2015؛ حاولت فصائل الثوار في جنوب سوريا النأي بنفسها عن المتطرفين من جبهة النصرة، لكن وبالرغم من ذلك فقد أشارت بعض المصادر إلى أنّ الطرفان قد تعاونَا في نيسان/أبريل من نفس العام في درعا. نجحت المعارضة السورية في شنّ هجمات عدّة في شمال محافظة إدلب ضدّ الجيش النظامي وقد أذاقته الويلات في الفترة الممتدة من آذار/مارس حتى أيار/مايو 2015 (انظر أيضا هجوم إدلب وهجوم شمال غرب سوريا). حينَها ذكرت النصرة أنّها قد نسقت عملياته معَ الجيش السوري الحر ومعَ بعض الفصائل الجهاديّة المستقلة. في 24 كانون الثاني/يناير 2016؛ تمكنت أحرار الشام من طرد جبهة النصرة من بلدة حرملك بعد اندلاع توترات بين المجموعتين تحولت إلى مواجهات في سلقين.
بحلول 17 شباط/فبراير 2016؛ انضمت كتيبة جند الأقصى إلى جبهة النصرة ثم بايعت الجولاني. بعد ذلك بعشر أيام تقريبًا؛ انسحبت جبهة النصرة من بلدة سرمدا بالقرب من الحدود التركية في محافظة إدلب في محاولة منهَا لمنع الطائرات الحربية الروسية من قصف البلدة بعد تنفيذ اتفاق خط وقف إطلاق النار. على الناحيّة الأخرى؛ ألقى قائدُ جيش الإسلام زهران علوش خطابًا على مزايا الحج في عام 2013 وأشاد فيه بأسامة بن لادن الزعيم السابق لتنظيم القاعدة. ذكر علوش في خطابهِ كذلك: «جبهة النصرة هم إخواننا أيضًا ... ملخص هذه المسألة هو أننا في جيش الإسلام نُثني على إخواننا من الجبهة ونحن لا ننظر لهم على أساس أنهم خوارج بل هم أصدقاء لنا ونُقاتل معهم ضدّ الولايات المتحدة.» أُشيعَ أنه بعدَ وفاة زهران علوش؛ تلقت عائلتهُ وجماعتهُ التعازي من جبهة النصرة.

### الغارات الجوية الروسية (2015-2016)
تُصنّف روسيا جبهة النصرة كمنظمة إرهابية ولهذا –إلى جانب أسباب أخرى– عملت على استهداف مواقعها من خلال عدد كبير منَ الضربات الجوية منذُ أيلول/سبتمبر 2015. في المُقابل تضعُ الجبهة مكافأة لمقاتليها الذين يتمكنون من خطفِ أو قتلِ جندي روسي في سوريا.
في تشرين الأول/أكتوبر 2015؛ نشرَ أبو عبيد المدني وهو عضوٌ ضمنَ جماعة النصرة فيديو باللغة الروسية يُحذر فيه الروس من مذبحة في حقهم في حالة ما واصلوا استهدافَ الجبهة. أمّا أبو محمد الجولاني فقد دَعا إلى شنّ هجمات ضدّ المدنيين الروس كما دعا الشعب السوري إلى مهاجمة القرى العلوية. في تشرين الثاني/نوفمبر من نفسِ العام شاركت جبهة النصرة بدعمٍ من كتائب تركمان سوريا التي تحظى هي الأخرى بدعمٍ من تركيا في القتال العنيف في شمال غرب محافظة اللاذقية ضدّ قوات الحكومة السورية المدعومة بفصائل المقاومةالشيعية الإيرانية وكذَا القوات الجوية الروسية.

### الانشقاق عن تنظيم القاعدة (2015-16)
في 29 تموز/يوليو 2016 غيّر زعيم النصرة أبو محمد الجولاني اسمَ الجماعة إلى جبهة فتح الشام مُعلنَا أنها لا تنتمي لأي مؤسسة خارجية. هذا التغيير في الاسم وفي السياسة فسرهُ بعضُ المحللين على أنّهُ خروج الجولاني عن تنظيم القاعدة وكسر الولاء السابق لأيمن الظواهري. وفقًا لتصريح شريف نشاشيبي لقناة الج فإنّ تصريح الجولاني الأخير يعني تغيير في أيديولوجية المُنظمة. في المُقابل يرى محللون آخرونَ أنّ تصريح الجولاني وخطواتهِ هذه مجرّد حيلة للاستمرار في كسب عضوية ضمنَ تنظيم القاعدة.
لأكثر من سنة قبل تصريحات الجولاني؛ كانت هناك تكهنات بأن المجموعة ستنفصلُ عن القاعدة عاجلا أم آجلا؛ وهذا ما تُؤكد فعلًا في 12 شباط/فبراير 2015 من خلال تقرير نشرتهُ مجموعة سايت للاستخبارات وذكرت فيه أن زعيمَ جبهة النصرة لديه خطط للنأي بنفسهِ عن تنظيم القاعدة.
في 4 آذار/مارس 2015 ذكرت رويترز من مصادر مقربة داخلَ جبهة النصرة: «في الأشهر الماضية؛ تحدثت قطر وغيرها من الدول العربية في الخليج العربي معَ زعيم النصرة أبو محمد الجولاني وشجعوهُ على التخلي عن تنظيم القاعدة مُقابلَ دعمه ماديًا ومعنويًا بمجرد الانفصال.» في ردود الفعل حولَ هذا التقرير؛ صرّح بعض المسؤولين في الحكومة القطريّة لوكالة رويترز أن قطر أرادت للنصرة أن تُصبح جماعة معارضة سورية لا علاقة لها بتنظيم القاعدة. في ذات السياق؛ ذكر «مُزمجر الشام» وهو قيادي جهادي بارز في النصرة أن الجبهة سُرعان ما ستندمج مع جيش المهاجرين والأنصار وستفك الارتباط بتنظيم القاعدة كما أشارَ إلى أنّ بعضَ مقاتلي التنظيم لا يوافقونَ على هذا. بعدَ أربعة أيام من ذلك؛ نُشر بيان على موقع التواصل الاجتماعي تويتر نفت فيهِ النصرة جميع التقارير حولَ اجتماع قادتها معَ القطريين كما نفوا تفكك التنظيم عن القاعدة. يرى الخبير الفرنسي رومان كاييت: «إن الأغلبية الساحقة من جبهة النصرة تُريد البقاءَ في تنظيم القاعدة وخاصة المقاتلين الأجانب الذين يمثلون الثلث على الأقل داخلَ التنظيم.» في أيار/مايو 2015؛ ذكرَ أبو ماريا القحطاني قائد جبهة النصرة في دير الزور أنّ التنظيم لا يزالُ يؤيد وبقوّة الانفصال عن القاعدة.
في 7 أيار/مايو 2015 ذكر مسؤول تركي فضّل عدم الكشفِ عن اسمهِ أن تركيا والمملكة العربية السعودية تعملان على تعزيز قوّة حركة أحرار الشام من أجل الضغط أكثر فأكثر على جبهة النصرة للتخلي عن علاقاتها معَ تنظيم القاعدة وحلّ نفسها للحصول على المساعدات الخارجية الضروريّة لمواصلة النّزاع ضد الجيش النظامي.
نشرَ تشارلز ليستر في هافينغتون بوست في مايو 2015 مقالًا ذكر فيه: «هناك الآن اثنين من أهم تيارات المحافظين وهم حريصون على الحفاظ على علاقات مع تنظيم القاعدة فيما تميلُ باقي التيارات إلى سوريا جديدة ... إنّ فك ارتباط جبهة النصرة بتنظيم القاعدة سيُفيدُ الثورة لكنّ جبهة النصرة ستكون دائما في حاجة ماسة إلى اسم القاعدة للحفاظ على المقاتلين الأجانب في صفوفها فهؤلاء لن يقبلوا القتال والموت من أجل مشروع وطني إسلامي.»
في أواخر تموز/يوليو 2016؛ أفادت معظم وكالات الأنباء عن قُرب انفصال جبهة النصرة عن القاعدة معَ اقتراح تغيير اسمها إلى جبهة فتح الشام. مع ذلك؛ وحسب ذات المصادر فإنّ هذه الخطوة لن تؤثر على أيديولوجية النصرة المتمثلة بالأساس في شن هجمات ضد الدول الغربية. عاد ليستر من هافينغتون بوست في أوائل عام 2016 للقول: «وفقًا لثلاث مصادر مطلعة فإنّ جبهة النصرة قد نجحت في تجنيد ما لا يقل عن 3000 سوري إلى صفوفها في الفترة بين شباط/فبراير وحزيران/يونيو 2016.» وهذا ما يُؤكد تواصل نموها بالرغم من كل ما حصل. في منتصف عام 2016؛ أشارت بعضُ التقارير إلى أنه الجبهة تتألفُ من حوالي 5000 إلى 10000 مقاتل،  أمّا وزارة الدفاع الروسية فتُقدر عدد مقاتلي الجبهة في حدود 7000 مقاتل في محافظة إدلب.

### جبهة فتح الشام (يوليو 2016–كانون الثاني/يناير 2017)
في آب / أغسطس 2016؛ نشرت بي بي سي تقريرًا ذكرت فيه أنّ جبهة فتح الشام باتت تضمُ في صفوفها ما بين 5,000 حتى 10,000 منَ المقاتلين السوريين. بحلول تموز/يوليو من نفسِ العام وفي عمليّة نوعيّة خطفت جبهة تحرير الشام الصحفي الأمريكي ليندسي سنيل في شمال سوريا ثم هُربَ إلى تركيا عبرَ محافظة هاتاي في آب/أغسطس قبلَ أن تُلقي السلطات التركية القبض عليه كونهُ قادم من منطقة بها جماعات متشددة. خلالَ حملة حلب الصيفية؛ لعبت جبهة تحرير الشام وحزب تركستان الإسلامي دورًا مهمًا في ما حصل.
في 31 آب/أغسطس؛ هاجمَ حزب الله المدعوم إيرانيًا مقر جبهة تحرير الشام في جبال القلمون بالقرب من مدينة عرسال في لبنان على الحدود اللبنانية–السورية مما أسفر عن مقتل عدد من المقاتلين. تواصلت خسائر الجبهة؛ حيثُ قُتل القيادي العسكري أبو هاجر الحمصي (اسم مستعار: أبو عمر سراقب) يوم 8 أيلول/سبتمبر في غارة جوية لم يُعرف مصدرها. تسبب الغارة كذلك في مقتل العديد من قادة جيش الفتح في محافظة حلب. اتهمَت جبهة فتح الشام الولايات المتحدة بتنفيذِ الغارة ولكنّ البنتاغون نفى هذا قبل أن تُعلن روسيا مسؤولية ذلك في وقتٍ لاحق. قُتل في 3 تشرين الأول/أكتوبر من نفس العام أحمد سلامة مبروك خلال غارة جوية نفذتها الولايات المتحدة ضد سيارته في جسر الشغور.
بحلول 9 تشرين الأول/أكتوبر وبعدَ اقتتال شديد بينَ جند الأقصى والعديد من الجماعات الثوريّة الأخرى بما في ذلك حركة أحرار الشام؛ اندمجَ الجندُ مع جبهة تحرير الشام. في أوائل تشرين الأول/أكتوبر ووفقًا لوسائل الإعلام الموالية للحكومة فإنّ عدد من مُقاتلي لواء صقور الجبل قد انشقوا عن اللواء وفضلوا الانضمام إلى جبهة فتح الشام بسبب عدة خلافات ويرجع ذلك أساسا إلى الخلافِ معَ جيش إدلب الحر. لكن وفي 25 كانون الثاني/يناير 2017؛ عادَ المقاتلين جنبًا إلى جنبٍ مع قائدهم الكولونيل ناشا رفعت الحاج أحمد إلى لواء صقور الجبل.
قُتلَ في الأول من كانون الثاني/يناير 2017 خلال هجوم بطائرة أمريكية بدون طيار القيادي أبو عمر التركستاني أحد كبار المسؤولين في تنظيم القاعدة وعضو مهم في جبهة فتح الشام جنبا إلى جنب مع ثلاثة من رفقائه بالقرب من بلدة سرمدا في شمال محافظة إدلب. في اليوم التالي؛ قُتل أكثر من 25 من أعضاء جبهة فتح الشام في غارة جوية يشتبه في أنّ الطائرات الأمريكية هي من نفذتها. كما فقدت الجبهة الكثير من مقاتليها خلالَ معركة تورا بورا.

## السيطرة على الأراضي
كما يظهرُ في الخريطة؛ فإنه واعتبارًا من عام 2016 تُسيطر جبهة النصرة على الأراضي الواقعة في محافظة إدلب إلى جانب الفصائل الأخرى مثلَ جيش الفتح، كما تُسيطر الجبهة على بعض الأراضي في محافظة القنيطرة.

## الدعم الخارجي
اتُهمت واحدة على الأقل منَ الحكومات العربية بدعم جبهة النصرة، ألا وهيَ قطر. في عام 2015؛ ذكرت صحيفة الإندبندنت البريطانيّة أن المملكة العربية السعودية وتركيا قد ركزتا دعمهما المعارضين السوريين جنبا إلى جنب معَ جيش الفتح.
بشكل عام وكما هو مؤكد؛ فقد حصلت النصرة علَى الدعم المادي من قِبلِ العديد من المقاتلين الأجانب. معظم هؤلاء المقاتلين من أوروبا والشرق الأوسط وقد التحقوا بساحات القِتال في سوريا والعِراق ومناطق أخرى لأسباب مُختلفة. ومع ذلك؛ اعتبارا من تشرين الثاني/نوفمبر 2013 حاولَ ست مواطنين أمريكان الانضمام أو محاولة الانضمام إلى النصرة في ذلك العام.
على الجِهة الأخرى؛ وبدلَ التدخل العسكري كما حصل معَ العراق عملت حكومة الولايات المتحدة في عهدِ الرئيس أوباما على إرسال أسلحة خفيفة إلى المعارضة في سوريا على في أواخر عام 2013،  وربما في وقت مبكر من عام 2012  خلال بداية برنامج تيمبر سيكامور. لقد وقعت بعضُ هذه الأسلحة في أيدي جبهة النصرة، أو أنّها نُقلت لهم من قِبل أحرار الشام حسب ما صرّج به بعضُ الشهود العيان من المعارضين. أكّدَ البنتاغون في أيلول/سبتمبر 2015 أنّ الفرقة 30 مشاة التي يعملُ على تدريبها قد أعطت ست شاحنات وجزء من الذخيرة إلى جبهة النصرة في مقابل ممر آمن.
أفادت بعض التقارير على أنّ مقاتلي جبهة النصرة قد تلقوا مساعدات طبية في إسرائيل ثم عادوا لساحة القِتال. خلال مقابلة للرئيس السابق للموساد إيفريم هاليفاي مع قناة الجزيرة؛ ذكر أن مثل هذه الممارسات حدثت كجزء من سياسة إسرائيلية عامة لمعالجة الجرحى من مقاتلي المعارضة على الحدود. إلا أن إسرائيل تنفي علاقات رسمية بينها وبين جبهة النصرة.

### الدعم القطري
اعترفَ أمير قطر علنا في مقابلة لهُ معَ كريستين أمان بور أنه لا يتفقُ مع التسميات الأمريكية بخصوص المنظمات الإرهابية حيثُ قال: «أعرف أن أمريكا وبعض البلدان تُصنّف الكثيرَ من الحركات على أساس أنها إرهابية ... ولكن هناك اختلافات؛ هناك اختلافات بخصوص هذه التسمية خاصّة أن بعض الدول الغربية ترى في كل حركة إسلامية منظمة إرهابية! وطبعًا نحن لا نقبل هذا. إنهُ لخطأٌ كبيرٌ فعلًا! الخطأ هو أن تنظرَ إلى كل حركة إسلامية على أنها «حركة مُتطرفة».» وفقًا للاتحاد ضدّ تمويل الإرهاب فإنّ قطر قادرة على تمويل جبهة النصرة من خلال عشرات الطرق ولعلّ أبرزها الادعاء بأنها ستدفعُ فدية من أجل تحرير مواطن مخطوف هناك. جديرٌ بالذكرِ هنا أنّ جبهة النصرة قد اختطفتَ حتى الآن مجموعة من الأشخاص من جنسيات مختلفة حيثُ خطفت مواطنين من تركيا، لبنان، سوريا، إيطاليا وغيرهم. في كل عمليّة خطف؛ تُشارك قطر بمبلغ مالي مُعيّن من أجل تحرير الرهينة لدى جبهة النصرة. يرى الاتحاد ضد تمويل الإرهاب أن الولايات المتحدة تغض الطرف على تمويل قطر لجبهة النصرة وذلكَ لأن هذه الأخيرة واحدة من المجموعات القادِرة على مواجهة داعش والنظام السوري. من جهته؛ يرَى معهد دراسة الحرب أنّ قوة النصرة والمؤهلات التي تتوفر عليها جعلت قطر تدعمها في مُقابل صمت باقي الدول. في أحد تقاريره؛ كتبَ المعهد التالي: «أصبحت جبهة النصرة أكثرَ قوّة بينَ باقي جماعات المعارضة وسيطرت على الحياة في شرق سوريا وبالتحديد في حلب والعاصِمة دمشق. زادت قوّة هذه الجبهة من خِلال مشاركتها في عديد العمليات العسكرية في جميع أنحاء البلاد.»
وفقًا لموقع فيسكال تايمز فإنّ قطر لها تأثيرٌ كبير على مجريات الأمور في الشرق الأوسط وهي قادرة على الذهاب إلى ما هو أبعد من خلال عمليات دفع الفدية. فقطر –حسب ذات الموقع– صارت بمثابة الوسيط بين جبهة النصرة من جهة وباقي دول العالم على الجِهة الثانية مثل ما حصل في إحدى الحالات معَ دولة لبنان. وحسبَ ما جاء في تحليل الموقع لعمليّة التبادل الأخيرة: «إنّ تبادل الأسرى بين الحكومة اللبنانية وفرع تنظيم القاعدة في سوريا جبهة النصرة في أوائل كانون الأول/ديسمبر أظهر مدى قوة الجبهة على أرض الواقع.» حينَها لعبت قطر دور الوساطة ومكّنت النصرة والجيش اللبناني على حدّ سواء من تمرير الصفقة. دور الوساطة الذي تلعبهُ الدولة القطريّة في مثل هذه الصفقات لم يكن محلّ ترحيب دائًما؛ ففي النصف الثاني من عام 2016 نشرت جريدة التيلغراف البريطانية مقالًا شرحت فيه كيف تخرج قطر عن نطاق الوساطة وتذهبُ للتمويل وما إلى ذلك. تضمّن المقال الكثير منَ التحليلات والاستنتاجات حيثُ جاء فيه: «قطر مسؤولة جزئيًا عن تمويل جبهة النصرة ومدّها بالأسلحة وكل ما تحتاجه» في حينَ يذهبُ دبلوماسي آخر للقول: «قطر لا تمول داعش مباشرةً ولكنّها مسؤولة عن حقيقة أن داعش قد حصلت على أسلحة جبهة النصرة!»
لطالما انتُقدت قطر بسبببِ الشكوك حولَ دعمها لجبهة النصرة خاصّة في وسائل الإعلام الأمريكية والبريطانية وكذا السعودية والمصرية والإماراتية والبحرينية بعد الأزمة الأخيرة معَها. حسب وسائل الإعلام هذه؛ فإنّ دعم قطر للنصرة هو مثال واحد فقط يُبرهن على طولِ يدها وعلى قدرتها على زعزعة الاستقرار في المنطقة بأسرها.

### جماعة خراسان
تضمّ خراسان أو كما تُعرف أكثر جماعة خراسان العديد من كِبار أعضاء تنظيم القاعدة الذين عملوا أو يعملونَ في سوريا. حسب المعلومات القليلة المتوفرة حولَ هذا التنظيم؛ فإنّ الجماعة تتكونُ من عددٍ صغيرٍ من المقاتلين المصنفين على قوائم الإرهاب بسببِ عملهم داخل الجماعة وتنسيقهم لعمليات جبهة النصرة فِي مناطق أخرى. بالاعتماد علَى المعلومات الاستخبارية التي جمعتها واشنطن العاصمة في 18 أيلول/سبتمبر 2014؛ ذكرَ جيمس كلابر مدير الاستخبارات القوميّة: «من حيث تهديد الوطن؛ فإنّ جماعة خراسان تشكل تهديدًا مماثلًا لما يُشكله داعش.» لكن وفي المُقابل فقد رفضَ أبو محمد الجولاني زعيم النصرة وجود هذه المجموعة أو ربطها لعلاقات معَ تنظيمه وذلك خلال مقابلة له مع قناة الجزيرة في 28 أيار/مايو 2015.

## تصنيفها منظمة إرهابية
أدرجت البلدان والمنظمات أدناه جبهة النصرة كمنظمة إرهابية:
| البلد                           | التاريخ                    | المرجع                  |
| ------------------------------- | -------------------------- | ----------------------- |
| إيران                           | 3 كانون الثاني/يناير 2012  | [ 175 ]                 |
| الولايات المتحدة                | 10 كانون الأول/ديسمبر 2012 | [ 176 ]                 |
| مجلس الأمن التابع للأمم المتحدة | مايو 2013                  | [ 177 ]                 |
| فرنسا                           | 30 مايو 2013               | [ 178 ]                 |
| أستراليا                        | 28 حزيران/يونيو 2013       | [ 179 ]                 |
| المملكة المتحدة                 | 19 يوليو 2013              | [ 180 ] [ 181 ]         |
| كندا                            | 7 تشرين الثاني/نوفمبر 2013 | [ 182 ]                 |
| المملكة العربية السعودية        | 7 آذار/مارس 2014           | [ 183 ]                 |
| نيوزيلندا                       | 14 مايو 2014               | [ 184 ]                 |
| الإمارات العربيّة المُتحدة        | 19 مايو 2014               | [ 185 ]                 |
| تركيا                           | 2 يونيو 2014               | [ 186 ] [ 187 ]         |
| روسيا                           | 29 كانون الأول/ديسمبر 2014 | [ 188 ] [ 189 ] [ 190 ] |
| أذربيجان                        |                            |                         |
| اليابان                         |                            | [ 191 ]                 |

## الأسلحة والتكتيكات

### التكتيكات
استخدمت المنظمة في أوقات مختلفة وفي أماكن مختلفة العديد من التكتيكات مثل الهجمات الانتحاريّة من خلال السيارات المفخخة والهجمات التي تستهدف نقاط التفتيش التقليدية وكذا الاعتداء علَى القواعد العسكرية بالإضافة إلى الاغتيالات السياسية وقتل الشخصيات العسكرية وأفراد الشبيحة هذا فضلًا عن استهداف المراسلين والصحفيين الذين يعملون في المحطات الإعلامية التابعة للحكومة.
بحلول حزيران/يونيو 2013؛ وحسب بعض الإحصائيات فقد حصل حوالي 70 هجوم انتحاري في سوريا. نفت الجبهة مسؤوليتها عن 13 هجمة فقط وبالتالي فقد نفذت الـ 57 هجمة أخرى. بالعودة إلى نفسِ الشهر من العام السابق؛ هاجمت النصرة محطة تلفزيون موالية للحكومة قُرب دمشق. وفي الشهر التالي؛ اختفى المذيع محمد سعيد قبلَ أن تُعلن في وقتٍ لاحق عن وفاته. في نفسِ الشهر أيضًا لكن هذه المرة من عام 2014؛ ذكرت رايتس ووتش أن العديد من الجماعات الثورية المتمردة، بما في ذلك جبهة النصرة تستغلُ الأطفال وتعملُ على تجنيدهم في صفوفها.
في تشرين الثاني/نوفمبر 2014؛ ادّعت النصرة أنها تمكنت من الحصول على صواريخ مضادة للدبابات من طِراز بي جي إم-71 تاو كانت قد قدمتها الولايات المتحدة إلى المعارضة المُعتدلة المناهضة للأسد. زعمت المجموعة قبضها أيضًا على بعضِ الدبابات والمدافع الرشاشة والذخيرة والصواريخ الأمريكية المضادة للدبابات التي كانت تُحاول الولايات المتحدة إرسالها إلى جبهة ثوار سوريا. لدَى الجبهة نخبة قنّاصة تُعرف باسم «مجموعة الذئب» التي تتلقى تدريبًا في مدينة حلب من قِبل قدامى المحاربين الذين ينتمون إلى جماعة خراسان وكذا مخضرمي تنظيم القاعدة على طول الحدود بين أفغانستان وباكستان. غيّرت الجبهة من تكتيكاتها قليلًا ففي تشرين الأول/أكتوبر 2015 نشرَ الجولاني تسجيلا صوتيًا دعا فيه أعضاء جماعتهِ إلى الهجوم على القرى العلوية في سوريا قائلًا: «لا يُوجد خيار سوى تصعيد المعركة من خِلال استهداف المدن والقُرى العلوية في اللاذقية.»

### الأسلحة الكيميائية
في 30 أيار/مايو 2013 ذكرت بعضُ الصحف أن قوات الأمن التركية قد اعتقلت مُقاتلين من جبهة النصرة في المحافظات الجنوبية من مرسين وأضنة القريبة من الحدود السورية وصادرت كيلوغرامين اثنين من غاز السارين. على النقيض من ذلك؛ أكّد محافظ أضنة أن قوات الأمن لم تعثر على غاز السارين ولكنها عثرت في المُقابل على مواد كيميائية غير معروفة دونَ تقديمِ مزيدٍ من التفاصيل. قدّم السفير التركي في موسكو نتائج الاختبارات الكيميائية التي أكدت على أنّ عناصر الجبهة كانت تتوفرُ على مانع التجمد وليسَ غاز السارين. في أيلول/سبتمبر من نفسِ العام؛ أُلقي القبض على ستة من عناصر الجبهة بتهمة محاولة الحصول على مواد كيميائية يمكن استخدامها في إنتاج غاز السارين. تضمّنت لائحة الاتهام أنه «من الممكن إنتاج غاز السارين من خلال الجمع بين المواد في ظروف مُعيّنة.» دافعَ الموقوفون عن نفسهم بالقول «إنهم لم يكونوا على علم بأنّ المواد التي حاولوا الحصول عليها يمكن أن تستخدم في صنع غاز السارين.» تبيّن فيما بعد أنّ المشتبه بهم قد أدلوا بتصريحات متضاربة وحُكم عليهم بعدما تبث انتمائهم للنصرة وأحرار الشام.

## جرائم حرب
في 29 أيار/مايو 2012؛ عُثر على مقبرة جماعيّة بالقرب من شرق مدينة دير الزور. بعد ست أيام من ذلك؛ أعلنت جبهة النصرة مسؤوليتها عن عمليات الإعدام الجماعيّة هناك. خلالَ هجوم اللاذقية 2013 والتي شنّته بعض الجماعات الإسلامية بما في ذلك جبهة النصرة في أوائل آب/أغسطس؛ ذكرت رايتس ووتش أنّ القوات السلفية بقيادة النصرة قادت بشكل منهجي عمليات إعدام في حقّ 190 مدنيًا في عدة قرى علوية. هاجمت النصرة في 10 أيلول/سبتمبر من نفس العام قرية مكسر الحصان المُكتظة بالعلويين في محافظة حمص. اعترفت جبهة النصرة في وقتٍ لاحق بقتلها لـ 30 مدنيا في ثلاث قرى علوية بما في ذلك قريّة مكسر الحِصان.
في 11 كانون الأول/ديسمبر من نفسِ العام تسلّل مقاتلو الجبهة الإسلامية وجبهة النصرة وأعضاء من مجموعات أخرى إلى المنطقة الصناعية في بلدة عدرا شمال شرق دمشق وهاجمت المباني السكنية هناك. بشكلٍ عام؛ يُحاول المتشددين استهدافَ العلويين والدروز والمسيحيين والشيعة وقتلهم على أساس طائفي من خِلال إعدامهم بالرصاص أو قطعِ الرأس. قتلت الجبهة في 10 حزيران/يونيو عام 2015 ما لا يقل عن 20 درزيًا قرويًا في محافظة إدلب.
في 12 أيار/مايو 2016 ووفقًا لوسائل إعلام الموالية للحكومة فإنّ جبهة النصرة وأحرار الشام قد ذبحوا 42 مدنيًا وسبعة من قوات الدفاع الوطني كما اختطفوا 70 شخصا بعد السيطرة قرية الزارة العلويّة في جنوب حماة. خلال الأيام الأخيرة من هجوم حلب في منتصف كانون الأول/ديسمبر 2016؛ قبضت جبهة النصرة على ناشط إعلامي في مستشفى ميداني خلال تصويرهِ للعمليات داخلَ المستشفى ثمّ استجوبتهُ في مقر ما قبل أن تُخلي سبيله.